# Salari mínim al Canadà
El salari mínim al Canadà és el salari interprofessional mínim que pot cobrar un treballador en qualsevol lloc del país canadenc. Si bé és cert que al Canadà el govern federal regeix el salari mínim interprofessional a tot el país, cada província té la competència de regir el seu propi salari sempre que sigui més alt que el dictat pel govern federal. Anteriorment, la cambra de representants, havia instal·lat un salari mínim per tots els treballadors que residien al Canadà, tot i que això va ser abolit en entrar en vigor la nova constitució, l'any 1996. A part, la constitució del Canadà garanteix que qualsevol treballador que al·legui dificultats econòmiques greus, podrà optar a un salari més alt que el mínim regulat per llei.
| Província o territori    | Salari ($CAN) | Salari en Euros (€EUR) | Vigent des de | Comentaris                                                |
| ------------------------ | ------------- | ---------------------- | ------------- | --------------------------------------------------------- |
| Alberta                  | 9,20$         | 6,70 €                 | Novembre 2011 |                                                           |
| Colúmbia Britànica       | 10.25$        | 7,60 €                 | Abril 2012    |                                                           |
| Illa del Príncep Eduard  | 9,00$         | 6,50 €                 | octubre 2010  |                                                           |
| Manitoba                 | 9,00$         | 6,50 €                 | octubre 2009  |                                                           |
| Nova Brunswick           | 10$           | 7,40 €                 | Abril 2012    |                                                           |
| Nova Escòcia             | 9,65$         | 7,00 €                 | octubre 2010  | Existeix un salari més baix per a gent sense experiència. |
| Nunavut                  | 10,00$        | 7,40 €                 | setembre 2008 |                                                           |
| Quebec                   | 10,00$        | 7,40 €                 | maig 2012     | El salari mínim augmenta sempre 25C$ cada any.            |
| Ontario                  | 10,25$        | 7,60 €                 | Abril 2010    |                                                           |
| Saskatchewan             | 9,25$         | 6,70 €                 | Abril 2009    |                                                           |
| Terranova i Labrador     | 10,00$        | 7,40 €                 | juny 2010     |                                                           |
| Territoris del Nord-oest | 10,50$        | 7,80 €                 | abril 2011    |                                                           |
| Yukon                    | 9,50$         | 7 €                    | abril 2011    |                                                           |